# Tasiagma eremica
Tasiagma eremica är en nattsländeart som beskrevs av Arturs Neboiss 1986. Tasiagma eremica ingår i släktet Tasiagma och familjen Tasimiidae. Inga underarter finns listade i Catalogue of Life.